# Pierre le Grand (film, 1922)
Pour plus de détails, voir Fiche technique et Distribution.
Pierre le Grand (Peter der Große) est un film allemand réalisé par Dimitri Buchowetzki, sorti en 1922.

## Synopsis
Au début du XVIIIe siècle en Russie, le tsar Pierre Ier veut élever son fils pour qu'il devienne un digne et puissant héritier du trône. Dans ce dessein, cependant, il se heurte à la résistance de sa femme, la tsarine Eudoxie, qui est sous l'influence de l'Église orthodoxe. Finalement, il y a une querelle et l'impératrice est exilée au loin par sa femme dans un monastère de Souzdal.
Le tsarévitch se montre ensuite ingrat et rebelle envers son père et va monter un complot contre le tsar. Ce dernier finit par être paranoïaque et décide de laisser le pouvoir à sa seconde épouse, la tsarine Catherine.

## Fiche technique
- Titre : Pierre le Grand
- Titre original : Peter der Große
- Réalisation : Dimitri Buchowetzki
- Scénario : Ludwig Metzger-Hollands
- Direction artistique : Hans Dreier
- Photographie : Curt Courant et Willy Hameister
- Pays d'origine : République de Weimar
- Format : Noir et blanc - 1,33:1 - Film muet
- Genre : biographie
- Date de sortie : 1922

## Distribution
- Emil Jannings : Pierre Ier le Grand
- Dagny Servaes : Catherine Ire
- Bernhard Goetzke : Alexandre Danilovitch Menchikov
- Cordy Millowitsch (de) : Eudoxie Lopoukhine
- Walter Janssen : Alexis Petrovitch de Russie
- Alexandra Sorina (en) : Aphrosinia
- Fritz Kortner : Adrien